# Bloke
Bloke é um município da Eslovênia. A sede do município fica na localidade de Nova Vas.